# Starověká Alexandrie

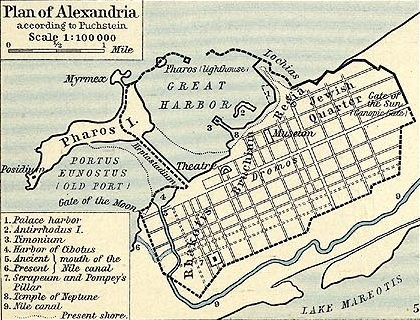
Plán starověké Alexandrie

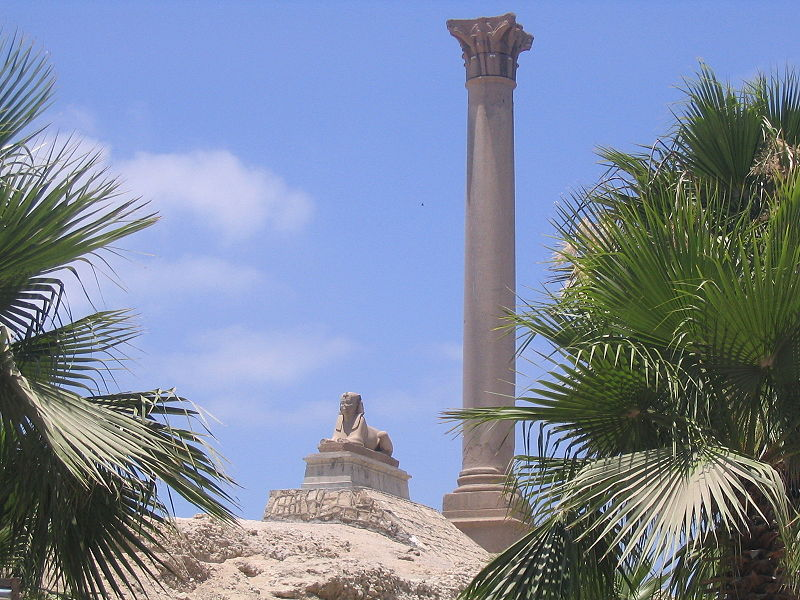
Tzv. Pompeiův sloup s Haremhebovou sfingou

Starověká Alexandrie (řecky Ἀλεξάνδρεια της Αιγύπτου – Alexandreia tés Aigyptú, latinsky Alexandria ad Ægyptvm, doslovně „Alexandrie u Egypta“) byla významná antická helénistická polis v severní Africe na pobřeží Středozemního moře v nejzápadnější části nilské delty přesně na místě současné Alexandrie. Byla založena v roce 331 př. n. l. Alexandrem Makedonským jako první z mnoha stejnojmenných měst v průběhu jeho vojenského tažení; již kolem roku 320 př. n. l. se stala hlavním městem říše jeho nástupce v Egyptě Ptolemaia a díky cílenému úsilí všech pozdějších ptolemaiovských králů se jen několik generací po svém založení stala nejdůležitějším vědeckým, kulturním, obchodním a do jisté míry i politickým centrem celého helénistického světa. K jejímu věhlasu a jedinečné kulturní atmosféře výrazně přispívala nejen např. Alexandrova hrobka, tamní slavné Músaion s proslulou knihovnou, faroský maják či všestranně se projevující nápadná okázalost tohoto nejhonosnějšího města helénistického světa, ale především skutečnost, že bez ohledu na řeckou kulturní dominanci byla místem skutečného setkávání nejrůznějších soudobých kulturních a duchovních proudů překračujícího národnostní tradice. Za jeden z jeho nejspecifičtějších a současnými badateli nejdiskutovanějších výsledků je pokládán myšlenkový směr hermetismus. Druhou stranou multikulturního charakteru města ovšem byla značná výbušnost alexandrijského veřejného života se sklony ke konfliktům, nepokojům a násilnostem.
Ptolemaiovci, protože „na bojišti helénistického světa se v bitvě o prestiž a postavení používaly i jiné zbraně, … Alexandrii od samého počátku využívali jako výkladní skříň svého bohatství a slávy a zároveň jako nejdůležitější prostředek, jehož pomocí mohli nevojenskými prostředky soupeřit s rivaly a dokonce je předčit.“ Péče o rozvoj města proto byla pokládána za prvořadý úkol každého panovníka. Svého vrcholného rozkvětu Alexandrie dosáhla za vlády Kleopatry VII. a v době následující, kdy počet jejích obyvatel výrazně přesáhl půl milionu. Po ovládnutí Octavianem v roce 31/30 př. n. l. se stala po Římu nejvýznamnějším městem říše a faktickým centrem celého východního Středomoří. Pozvolný pokles jejího významu přineslo až založení Konstantinopole roku 330. V roce 365 ji zpustošila 7–10 metrů vysoká vlna tsunami, způsobená mohutným zemětřesením na západě Kréty. Další rána představovala rozdělení římské říše (rok 395) na západní a východní část, v jejichž důsledku Alexandrie začleněná do východního impéria do značné míry pozbyla svou roli zprostředkovatele obchodu. I nadále si ale podržela svůj vliv vědecký a kulturní, a to až do obsazení Araby v roce 643, po němž jako město postupně zanikla.
Protože se starověká Alexandrie nacházela na témže místě jako moderní město a její pozůstatky tedy leží pod novodobou zástavbou, zůstávala poměrně dlouho archeologicky jen málo prozkoumána. Teprve v posledních desetiletích bylo objeveno a prozkoumáno několik archeologických lokalit; velký význam, s ohledem na změny linie pobřeží, má vedle klasického výzkumu i podmořská archeologie.

## Dějiny
Místo, na němž byla později Alexandrie založena, bylo využíváno už v dřívějších historických obdobích: v Nové říši za vlád egyptských panovníků Tutanchamona a Ramesse II. se zde nacházel námořní přístav pro obchod s egejskou oblastí. V Alexandrově době zde naproti ostrovu Faros ležela malá vesnice Ra-kedet (v egyptštině doslova „Zeď“), která byla později pod pořečtěným jménem Rhakótis zahrnuta do plánu Alexandrie jako její domorodá čtvrť. Tímto názvem také bylo celé nové město označováno v egyptštině a koptštině.